# 出羽大桥
出羽大桥（日语：／）是日本山形县酒田市的一座跨过最上川的桥梁。本桥为日本国道112号的桥梁，1972年6月建成为双向两车道桥梁，1995年开始进行四车道改造，2008年5月新桥通车，同时老桥关闭进行维修改造，2012年12月老桥改造完工，正式双向四车道运行。